# Teoria atomică

Actualul model teoretic al atomului implică un nucleu dens, înconjurat de un „nor” probabilistic de electroni.

În chimie și fizică, teoria atomică este o teorie științifică a naturii materiei, care afirmă că materia este compusă din unități discrete, numite atomi. A început ca un concept filozofic în Grecia antică și a intrat în repertoriul științific începând cu secolul al XIX-lea, atunci când descoperirile din domeniul chimiei au arătat că materia se comportă, într-adevăr, ca și cum ar fi formată din atomi.
Cuvântul atom provine din adjectivul atomos din greaca veche, care înseamnă „indivizibil”. Chimiștii secolului al XIX-lea au început să folosească termenul în legătură cu numărul tot mai mare de elemente chimice ireductibile. Pe la începutul secolului al XX-lea, prin diverse experimente cu electromagnetism și radioactivitate, s-a descoperit că așa-numitul „atom indivizibil” este de fapt un conglomerat de diferite particule subatomice (în principal, electroni, protoni și neutroni), care pot exista separat unele de altele. În fapt, în anumite medii extreme, cum ar fi stelele neutronice, temperatura și presiunea extremă împiedică cu totul existența atomilor. Deoarece atomii s-au dovedit a fi divizibili, fizicienii au inventat ulterior termenul de „particule elementare” pentru a descrie părțile „indivizibile”, deși nu indestructibile, ale unui atom. Domeniul științific care studiază particulele subatomice este fizica particulelor, și în acest domeniu fizicienii speră să descopere adevărata natură fundamentală a materiei.

## Istoria

### Atomismul filosofic
Ideea că materia este alcătuită din unități discrete este una foarte veche, care apare în multe culturi antice, cum ar fi Grecia și India. Cu toate acestea, aceste idei se sprijineau pe raționamente filozofice și teologice, mai degrabă decât pe dovezi concrete și pe experimente. Din acest motiv, ele nu puteau convinge pe toată lumea, așa că atomismul a rămas una din mai multele ipoteze concurente cu privire la natura materiei. Abia în secolul al XIX-lea, ideea a fost îmbrățișată și rafinată de către oamenii de știință, știința chimiei, aflată la începuturi, producând descoperiri care puteau fi cu ușurință explicate folosind conceptul de atomi.

### John Dalton
Aproape de sfârșitul secolului al XVIII-lea, au apărut două legi despre reacțiile chimice, fără a face referire la noțiunea de teoria atomică. Prima a fost legea de conservare a masei, formulată de către Antoine Lavoisier în 1789, care prevede că masa totală într-o reacție chimică rămâne constantă (adică reactanții au aceeași masă ca produsele de reacție). A doua a fost legea proporțiilor definite. Demonstrată pentru prima data de chimistul francez Joseph Louis Proust în 1799, această lege prevede că dacă un compus este descompus în elementele sale constitutive, atunci masele compușilor constituenți vor avea întotdeauna aceleași proporții, indiferent de cantitatea sau de sursa de substanță inițială.
John Dalton a studiat și a extins rezultatul anterior și a dezvoltat legea proporțiilor multiple: dacă două elemente pot fi combinate pentru a forma o serie de compuși, atunci raportul maselor celui de al doilea element care se combină cu o masă fixă din primul element va fi un raport de numere întregi mici. De exemplu: Proust a studiat oxizii staniului⁠(d) și a constatat că masele lor sunt fie 88,1% staniu și 11,9% oxigen, fie 78,7% staniu și 21,3% oxigen (acestea fiind oxidul de staniu(II) și, respectiv, dioxidul de staniu⁠(d)). Dalton a remarcat din aceste procente că 100g de staniu se vor combina fie cu 13,5 g, fie cu 27 g de oxigen; 13,5 și 27 fiind în raport de 1:2. Dalton a constatat că o teorie atomică a materiei ar putea explica elegant acest model comun în chimie. În cazul oxizilor de staniu ai lui Proust un atom de staniu se va combina cu unul sau cu doi atomi de oxigen.
Dalton credea că teoria atomică ar putea explica de ce apa absoarbe gaze diferite în proporții diferite — de exemplu, el a constatat că apa absoarbe dioxid de carbon mult mai bine decât absoarbe azot. Dalton a emis ipoteza că aceasta se datorează diferențelor în masă și complexității particulelor gazelor respective. Într-adevăr, moleculele de dioxid de carbon (CO2) sunt mai grele și mai mari decât moleculele de azot (N2).
Dalton a propus că fiecare element chimic este compus din atomi de un singur tip unic, și, deși acestea nu pot fi modificate sau distruse prin mijloace chimice, ele se pot combina pentru a forma structuri mai complexe (compuși chimici). Acest lucru a marcat prima teorie cu adevărat științifică a atomului, deoarece Dalton a ajuns la concluziile sale prin experimentare și analiză a rezultatelor într-o manieră empirică.

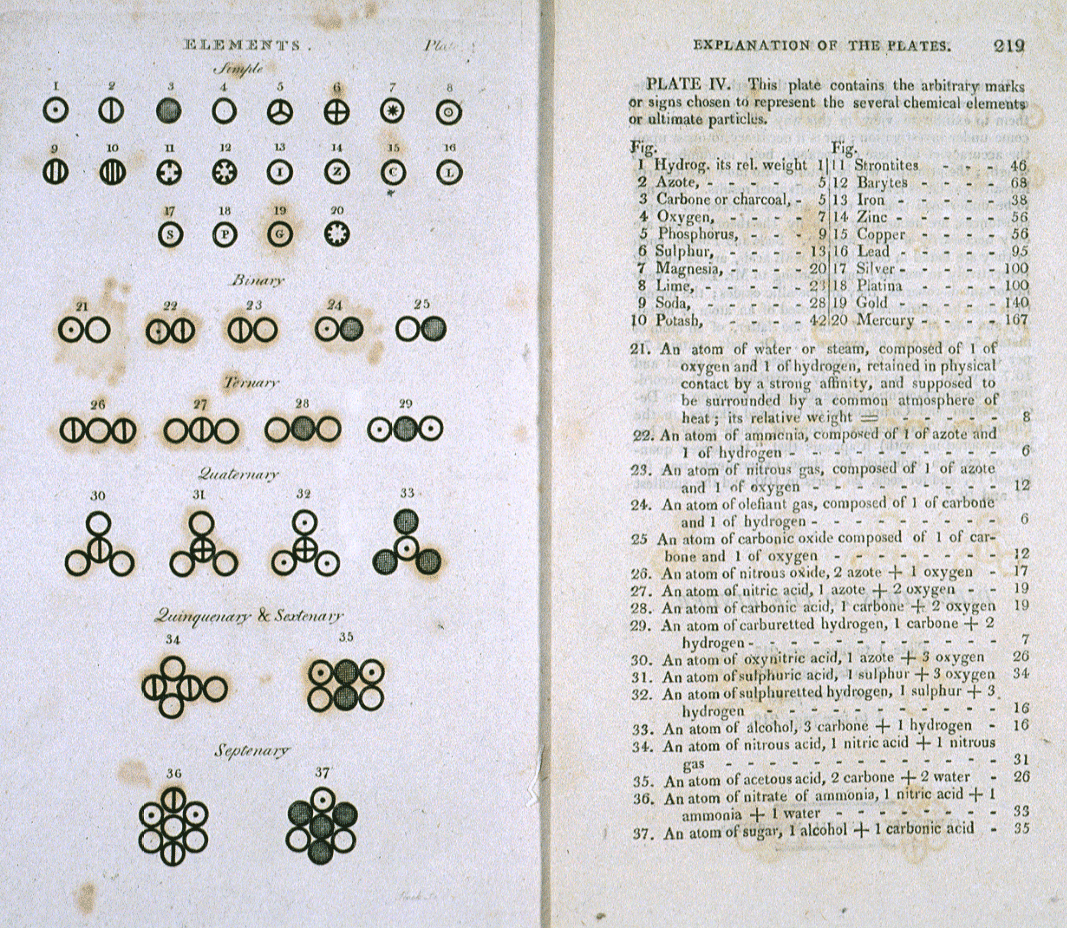
Diverși atomi și molecule, descrise de John Dalton în A New System of Chemical Philosophy (1808).

În 1803, Dalton a prezentat oral prima listă de mase atomice relative pentru o serie de substanțe. Acest articol a fost publicat în 1805, dar el nu a discutat acolo exact felul cum a obținut aceste cifre. Metoda a fost descoperită mai întâi în 1807 de cunoștința lui, Thomas Thomson⁠(d), în cea de-a treia ediție a manualului acestuia, A System of Chemistry. În cele din urmă, Dalton a publicat o prezentare completă în propria lui carte, A New System of Chemical Philosophy, 1808 și 1810.
Dalton a estimat masele atomice în funcție de raporturile în care se combină masele, cu atomul de hidrogen luat ca unitate. Cu toate acestea, Dalton nu concepea că, la unele elemente, există mai mulți atomi similari în molecule—de exemplu, oxigenul pur există ca O2. De asemenea, el a crezut în mod greșit că cel mai simplu compus între oricare două elemente este întotdeauna cu un atom din fiecare (deci, el a crezut că apa era HO, nu H2O). Acest lucru, în plus față de rudimentaritatea echipamentelor lui, i-au viciat rezultatele. De exemplu, în 1803 el credea că atomii de oxigen sunt de 5,5 ori mai grei decât atomii de hidrogen, pentru că în apă el a măsurat 5,5 grame de oxigen pentru fiecare 1 gram de hidrogen și deci credea că formula apei este HO. Adoptând date mai bune, în 1806 el a concluzionat că masa atomică a oxigenului trebuie să fie de fapt 7, mai degrabă decât 5,5, și a considerat această greutate pentru tot restul vieții sale. Alții, în acel moment, ajunseseră deja la concluzia că atomul de oxigen trebuie să cântărească 8 dacă hidrogenul cântărește 1, presupunând formula lui Dalton pentru molecula de apă (HO), sau 16 dacă se asumă formula modernă a apei (H2O).

### Avogadro
Defectul teoriei lui Dalton a fost corectat, în principiu, în 1811, de către Amedeo Avogadro. Avogadro a propus că volume egale de gaze, la  temperatură și presiune egale, conțin același număr de molecule (cu alte cuvinte, masa particulelor de gaz nu afectează volumul pe care îl ocupă). Legea lui Avogadro i-a permis acestuia să deducă natura diatomică a numeroaselor gaze prin studierea volumelor în care reacționează ele. De exemplu: când doi litri de hidrogen reacționează cu doar un litru de oxigen pentru a produce doi litri de vapori de apă (la presiune și temperatură constantă), înseamnă că o singură moleculă de oxigen se împarte în două, pentru a contribui la formarea a două particule de apă. Astfel, Avogadro a putut oferi estimări mai exacte ale masei atomice a oxigenului și a diverselor altor elemente, și a făcut o distincție clară între molecule și atomi.

### Mișcarea browniană
În 1827, botanistul englez Robert Brown a observat că particulele de praf din interiorul granulelor de polen plutind în apă se agită în mod constant fără vreun motiv aparent. În 1905, Albert Einstein a teoretizat că această mișcare browniană este cauzată de ciocnirile constante ale granulelor cu molecule de apă, și a dezvoltat un model matematic ipotetic pentru a descrie fenomenul. Acest model a fost validat experimental în anul 1908 de către fizicianul francez Jean Perrin, oferind astfel o validare suplimentară a teoriei particulelor (și, prin extensie, teoriei atomice).

### Descoperirea particulelor subatomice
S-a crezut că atomii sunt cea mai mică diviziune posibilă a materiei până în 1897, când J. J. Thomson a descoperit electronul lucrând cu razele catodice.
Un tub Crookes este un recipient de sticlă sigilat în care doi electrozi sunt separate de vid. Atunci când la electrozi este aplicată o diferență de potențial, se generează razele catodice, creând o zonă strălucitoare acolo unde lovesc sticla la capătul opus al tubului. Experimental, Thomson a descoperit că razele ar putea fi deviate de un câmp electric (pe lângă câmpurile magnetice, fapt deja cunoscut). El a concluzionat că aceste raze, în loc să fie o formă de lumină, sunt de fapt compuse din particule foarte ușoare încărcate negativ, pe care le-a numit „corpusculi” (care mai târziu aveau să fie numite „electroni” de către alți oameni de știință). El a măsurat raportul masă-sarcină electrică și a descoperit că era de 1800 de ori mai mic decât cea a hidrogenului, cel mai mic atom. Acești corpusculi erau o particulă cu totul diferită de cele cunoscute anterior.
Thomson a sugerat că atomii sunt de fapt divizibili, și că corpusculii sunt elementele lor componente. Pentru a explica faptul că atomul ste per ansamblu neutru din punct de vedere electric, el a avansat ipoteza că corpusculi sunt distribuiți într-o mare uniformă de sarcini pozitive; acesta a fost modelul budincii de prune, în care electronii erau încorporați în sarcini pozitive ca prunele într-o budincă de prune (deși în modelul lui Thomson, ei nu erau staționari).

### Descoperirea nucleului

Experimentul Geiger-Marsden
Stânga: rezultatele așteptate: particulele alfa trec prin atomul modelat ca o budincă de prune cu devieri neglijabile.
Dreapta: rezultatele observate: o mică parte din particule sunt deviate de sarcina pozitivă concentrată în nucleu.

Modelul lui Thomson a fost infirmat în 1909 de către unul dintre foștii săi studenți, Ernest Rutherford, care a descoperit că majoritatea masei și sarcinii pozitive a atomului este concentrată într-o foarte mică fracțiune din volumul său, într-o zonă care el a presupus că se află în centru.
În experimentul Geiger–Marsden⁠(d), Hans Geiger și Ernest Marsden⁠(d) (colegi ai lui Rutherford care lucrau la sugestia lui), au propulsat particule alfa către foi subțiri de metal și au măsurat deformarea lor prin utilizarea unui ecran fluorescent. Dată fiind masă foarte mică a electronilor, impulsul mare al particulelor alfa și concentrația scăzută a sarcinii pozitive în modelul budincii de prune, experimentatorii se așteptau ca toate particulele alfa să treacă prin folia metalică fără devieri semnificative. Spre surprinderea lor, o fracțiune mică din particulele alfa au fost puternic deviate. Rutherford a concluzionat că sarcina pozitivă a atomului trebuie să fie concentrată într-un volum foarte mic care produce un câmp electric suficient de intens pentru a devia particulele alfa atât de puternic.
Aceasta l-a condus pe Rutherford să propună un model planetar în care un nor de electroni înconjoară un nucleu mic și compact de sarcină pozitivă. Numai o asemenea concentrare de sarcină ar putea produce câmpuri electrice suficient de puternice pentru a provoca puternicele devieri.

### Primii pași spre un model cuantic al atomului
Modelul planetar al atomului a avut două deficiențe semnificative. Primul era că, spre deosebire de planetele care orbitează în jurul unui soare, electronii sunt particule încărcate. O sarcină electrică în accelerație se știe că emite unde electromagnetice potrivit formulei Larmor⁠(d) din electromagnetismul clasic. O sarcină aflată pe orbită ar trebui să piardă în mod constant energie și să cadă în spirală spre nucleu, ciocnindu-se cu el într-o mică fracțiune de secundă. Cea de-a doua problemă a fost că modelul planetar nu putea explica emisiile și spectrele de absorbție ale atomilor care au fost observate.

Modelul Bohr al atomului

Teoria cuantică a revolutionat fizica la începutul secolului al XX-lea, atunci când Max Planck și Albert Einstein au postulat faptul că energia luminoasă este emisă sau absorbită în cantități discrete cunoscute sub numele de cuante. În 1913, Niels Bohr a încorporat această idee în modelul Bohr al atomului, în care un electron poate orbita nucleul numai pe anumite orbite circulare cu moment cinetic și energie fixe, distanța față de nucleu (adică raza) fiind proporțională cu energia. În acest model, un electron nu putea intra în nucleu pentru că nu putea să și piardă energia într-un mod continuu; în schimb, el putea face doar „salturi cuantice⁠(d)” instantanee între nivelurile de energie fixe. Când are loc acest lucru, se emite sau se absoarbe lumină la o frecvență proporțională cu diferența de energie (de unde absorbția și emisia luminii în spectrele discrete).
Modelul lui Bohr nu era perfect. El putea prezice doar liniile spectrale ale hidrogenului; nu le putea prezice pe cele ale atomilor cu mai mulți electroni. Mai rău încă, pe măsură ce tehnologia spectrografică a evoluat, s-au observat linii spectrale adiționale ale hidrogenului, linii pe care modelul lui Bohr nu le putea explica. În 1916, Arnold Sommerfeld a adăugat orbite eliptice la modelul Bohr pentru a explica liniile de emisie în plus, dar acest lucru a făcut modelul foarte dificil de utilizat, fără a putea explica atomii mai complecși.

### Descoperirea izotopilor
În timp ce experimenta cu produse de dezintegrare radioactivă, în 1913 radiochimistul Frederick Soddy a descoperit că păreau să fie mai mult decât un singur element pe fiecare poziție în tabelul periodic. Termenul de izotop a fost inventat de către Margaret Todd ca nume potrivit pentru aceste elemente.
În același an, J. J. Thomson a realizat un experiment în care a canalizat un flux de ioni de neon prin câmpuri magnetice și electrice, lovind o placă fotografică la celălalt capăt. El a observat două pete strălucitoare pe placă, ceea ce sugera două tipuri diferite de traiectorii de deviere. Thomson a concluzionat că acest lucru se întâmplă fiindcă unii dintre ionii de neon au altă masă. Natura acestor mase diferite avea să fie explicată mai târziu prin descoperirea neutronilor în 1932.

### Descoperirea particulelor nucleare
În 1917, Rutherford a bombardat azot gazos cu particule alfa și a observat că gazul emite nuclee de hidrogen (Rutherford le-a recunoscut, deoarece și el obținuse în prealabil bombardând atomii de hidrogen cu particule alfa, și observând nucleele de hidrogen în produse). Rutherford a concluzionat că nucleele de hidrogen rezultă din nucleele de atomi de azot (practic, el divizase atomul de azot).
Din propria muncă și din cea a studenților săi, Bohr și Henry Moseley, Rutherford știa că sarcina pozitivă a oricărui atom putea fi întotdeauna echivalată cu un număr întreg de nuclee de hidrogen. Acest lucru, împreună cu faptul că masa atomică a mai multor elemente este aproximativ echivalentă⁠(d) cu un număr de atomi de hidrogen — pe atunci presupus a fi cea mai ușoară particulă — l-au condus la concluzia că nucleele de hidrogen sunt particule singulare și un constituent de bază al tuturor nucleelor atomice. El a numit aceste particule protoni. Mai multe experimente ale lui Rutherford au arătat că masele nucleare ale majorității atomilor depășesc pe cel al protonilor pe care îi posedă; el a speculat că acest surplus de masă este compus din niște particule necunoscute, neutre din punct de vedere electric, pe care provizoriu le-a numit „neutroni”.
În 1928, Walter Bothe a observat că beriliul emite o radiație neutră electric și foarte penetrantă, atunci când este bombardat cu particule alfa. S-a descoperit mai târziu că această radiație putea scoate atomi de hidrogen din ceara de parafină. Inițial, se credea că este radiațe gamma de energie mare, întrucât radiația gamma avea un efect similar asupra electronilor din metale, dar James Chadwick a descoperit că efectul de ionizare este prea puternic pentru a fi cauzat de radiații electromagnetice, atât timp cât energia și impulsul se conservă în interacțiune. În 1932, Chadwick expunea diverse elemente, cum ar fi hidrogenul și azotul, la misterioasa „radiație a beriliului” și, prin măsurarea energiilor particulelor încărcate, el a dedus că radiațiile se compun de fapt din particule neutre electric care nu puteau fi lipsite de masă ca razele gamma, ci trebuia să aibă o masă similară cu cea a unui proton. Chadwick susținea acum că aceste particule sunt neutronii lui Rutherford. Pentru descoperirea neutronului, Chadwick a primit Premiul Nobel în anul 1935.

### Modelele cuantice ale atomului

Cei cinci orbitali atomici ocupați ai unui atom de neon separați și aranjați în ordinea crescătoare a energiei de la stânga la dreapta, cu ultimii trei orbitali. Fiecare orbital deține până la doi electroni, care, cel mai probabil, există în zonele reprezentate de bule colorate. Fiecare electron este la fel de prezent în ambele zone orbitale, prezentate aici prin culoare doar pentru a evidenția diferite faze ale undei.

În 1924, Louis de Broglie a avansat ipoteza că toate particule în mișcare—în special particulele subatomice cum ar fi electronii, prezintă un oarecare comportament de undă. Erwin Schrödinger, fascinat de această idee, a explorat dacă nu cumva mișcarea unui electron într-un atom ar putea fi mai bine explicată ca o undă, decât ca o particulă. Ecuația lui Schrödinger, publicată în 1926, descrie un electron ca o undă în loc de o particulă punctiformă. Această abordare a prezis elegant multe din fenomenele spectrale pe care modelul lui Bohr nu a reușit să le explice. Deși acest concept era convenabil din punct de vedere matematic, el era dificil de vizualizat, și s-a confruntat cu opoziție. Unul dintre criticii săi, Max Born, a propus, în schimb, că funcția de undă a lui Schrödinger nu descrie electronul, ci mai degrabă toate stările sale posibile și, astfel, ar putea fi folosită pentru a calcula probabilitatea de a găsi un electron de la orice locație din jurul nucleului. Această interpretare a reconciliat cele două teorii opuse ale naturii de particulă și de undă, și a introdus ideea dualității undă–particulă. Această teorie enunța că electronul poate expune atât proprietăți de undă, cât și de particulă. De exemplu, el se poate refracta ca o undă, și avea masă ca o particulă.
O consecință a descrierii electronilor sub formă de undă este imposibilitatea matematică de a calcula simultan poziția și impulsul unui electron. Acest lucru a devenit cunoscut ca principiul incertitudinii al lui  Heisenberg, după fizicianul Werner Heisenberg, primul care l-a descris și l-a publicat în anul 1927. Acesta invalida modelul lui Bohr cu orbitele sale circulare curate și clar definite. Modelul modern al atomului descrie pozițiile electronilor într-un atom în termeni de probabilități. Un electron poate fi găsit la orice distanță de nucleu, dar, în funcție de nivelul său de energie, există mai frecvent în anumite regiuni din jurul nucleului decât în altele; acest model de probabilități se numește orbital atomic. Orbitalii vin într-o varietate de forme —sferă, ganteră, tor etc. — cu nucleul în centru.